# Z Corporation
Pour un article plus général, voir Liste de fabricants d'imprimante 3D.
Z Corporation, ou Z Corp., est un fabricant de scanners 3D et d'imprimantes 3D de type Binder Jetting (projection de liant). Fondée en 1995, son siège social est situé à Burlington (Massachusetts), aux États-Unis.
Le nom de la compagnie fait référence à l'axe z, qui correspond généralement à la profondeur dans un système de coordonnées cartésiennes.
Z Corporation a été acquise par 3D Systems le 3 janvier 2012 et les imprimantes renommées ZPrinter.

## Historique
En 1995, Z Corp. obtient une licence exclusive pour l'utilisation d'une nouvelle technologie d'impression 3D développée au Massachusetts Institute of Technology,.

## Procédé
Comme pour d'autres types de prototypage rapide, l'objet imprimé est construit de plusieurs minces sections transversales du modèle 3D. Les imprimantes 3D de Z Corp. utilisent une technologie nommée Binder Jetting (projection de liant),, utilisant des buses d'impression permettant de déposer un liant à des endroits déterminés le long d'un lit de poudre. Par la suite, une mince couche de poudre est saupoudrée sur le dessus du modèle et le processus se répète. Lorsque le modèle est complet, la poudre non-liée est retirée.